# 新疆大剧院
新疆大剧院是位于中华人民共和国新疆维吾尔自治区昌吉回族自治州昌吉市头屯河西岸的剧院。因其形象类似洋葱，被戏称为皮牙子大剧院。
新疆大剧院于2013年开始修建，2015年投入使用。新疆大剧院建筑外形结合“天山下的雪莲”造型结合伊斯兰建筑的穹窿顶造型。高约80米，是建成时中国最高的穹顶类剧院。主剧场室内表演舞台4千平方米，是建成时中国最大的室内表演舞台。新疆大剧院有驻场表演《千回西域》，也会举办昌吉回族自治州新年音乐会、春节晚会等演出、展演活动。

## 历史
2012年5月，昌吉回族自治州人民政府与新疆西域实业集团农业开发有限公司合作成立新疆昌吉西域国际文化旅游产业园开发有限公司，新疆大剧院是该公司开发的“头屯河景观带”景点之一。“头屯河景观带”位于原头屯河水泥厂所在地，头屯河水泥厂迁离后，当地底污染严重、环境较差。2013年2月，经中国共产党昌吉回族自治州委员会、昌吉回族自治州人民政府和相关专家研讨评审决定，采用深圳市建筑设计研究总院有限公司孟建民建筑设计研究中心的“天山下的雪莲花”设计方案，主创设计为孟建民和唐大为。新疆大剧院建设项目是昌吉回族自治州建州60年献礼工程，同时也是头屯河沿岸综合整治一期重大工程的建设项目之一。
2013年4月，新疆大剧院正式开工建设。新疆大剧院北侧外壳、内壳、南侧外壳分别于2014年4月和5月完成卸载，新疆大剧院主体结构封顶。2014年底，新疆大剧院发生过火面积约6平方米的火灾，火灾导致财产损失约800元人民币。2015年8月8日，新疆大剧院正式投入使用，驻场表演《千回西域》完成首演。新疆大剧院总投资16.8亿元人民币。2021年，新疆大剧院提升改造工程启动，对剧院舞台、灯光等设施设备进行升级。提升改造工程于2021年底结束并重新对公众开放。

## 建筑
新疆大剧院总用地面积超过10万平方米，建筑面积近8万平方米，高约80米，建筑分为地下2层，地上7层，为桁架结构建筑。剧院整体建筑坐落在平缓的台基上，形成“天圆地方”的中心对称结构。建筑外观由花瓣、蕊芯层套而成的“天山下的雪莲”造型结合伊斯兰建筑的穹窿顶造型设计而成，并点缀有其他伊斯兰建筑元素，如具有伊斯兰建筑风格的拱券、长廊等，其中56个拱券门，象征着中国56个民族大团结。屋盖分为内外壳，内外壳均有外挂幕墙。立面幕墙将内壳与外壳连接，形成封闭的屋盖体系。外壳又分为近似两个四分之一球体的南壳和北壳，三个壳体间基本互相独立。外壳跨度近110米，由超过50榀弧形主桁架组成。虽然外观对称，但南北壳在不同高度设置走廊，在南壳两端有设置有空中飞梯，这导致南北壳结构布置并不对称。
新疆大剧院内壳类似椭球体，底平面长边140米，短边90米。内壳跨度约90米，共10榀弧形主桁架，垂直高度60米。内科内部作为剧院空间采用大空间、大挑空设计，其中。内部分为七层，设备层分布在一层，中央大厅和化妆间坐落在二层，观众厅在三层，练功厅、影院、婚礼式大厅分别分布在四、五、六层。第七层是艺术品展厅和配套用房等。其中主剧场可容纳两千名观众，有4千平方米室内表演舞台，66米舞台深度，86米表演视线区，2800余台电脑灯。

## 演出

### 驻场剧目
新疆大剧院的驻场表演为《千回西域》，是集人物秀、服装秀、特效秀、灯光秀等于一体的表演。表演形式包括杂技、武术、马戏、器乐表演、民族舞蹈、服饰表演等，由300余名来自中国、俄罗斯、格鲁吉亚、乌克兰等国的演员表演。《千回西域》主题融合了中国西域乐舞、丝路历史文化、新疆各族歌舞等内容。表演中安置超过35处立体实景，包括冰山雪峰、沙漠胡杨、古寺宫殿、洞窟飞天等。《千回西域》总时长2小时10分钟左右，共分为《大爱》《玉魂》《梦回楼兰》《生命》《燃情》《草原之恋》六个篇章。

### 其他活动
新疆大剧院是昌吉州举办新年音乐会、春节晚会的场所，2022年新年音乐会由昌吉回族自治州爱乐乐团、昌吉回族自治州艺术剧院、昌吉回族自治州冰山爱乐合唱团等联合演绎。2022年昌吉州春节晚会则由昌吉州艺术剧院编排。新疆大剧院还会承办昌吉州各县市的文艺展演、援疆省市编排的剧目、民间艺术等活动。除此之外，新疆大剧院会承办如第四届中国新疆国际民族舞蹈节、第二届全国青少年文化艺术节等舞蹈节、艺术节。

## 获奖情况
- 中国建筑金属结构协会将新疆大剧院钢结构工程评为第十一届（2013年-2014年）第二批中国钢结构金奖工程。[22]

- 2019年，中国建筑学会将新疆大剧院评为2017-2018年度建筑设计奖结构专业二等奖。[23]

- 2020年，中国土木工程学会将新疆大剧院评为第十七届中国土木工程詹天佑奖获奖工程。[24]

## 标志
新疆大剧院标志由设计师杨霖森及其团队设计。标志图形的八条短横线代表剧院建筑高度——80米；左右各七根的短竖线代表剧院内壳；八根长竖线代表剧院外壳；底部两条长横线代表建筑的台基。长短的横竖线条还原了建筑原型。标志主色调以金色为主。